# Novantinoe pegnai
Novantinoe pegnai là một loài bọ cánh cứng trong họ Cerambycidae.